# Maria Clark
Maria Clark est une artiste-plasticienne, modèle et performeuse franco-britannique, née le 23 septembre 1968, à Kingston Upon Thames au Royaume Uni.

## Démarche artistique
Sa recherche est principalement axée sur la question du corps, dans son histoire et sa géographie, de la limite (frontière), de l'empreinte. La condition humaine et l'environnement sont ainsi évoqués. Le dessin, l'écriture, la performance et la vidéo sont ses principaux médiums. 

## Biographie
Formée en arts plastiques à l'université et aux Ateliers beaux-arts de Paris, au théâtre à l'école Tania Balachova/Vera Gregh, ainsi qu'à la danse contemporaine, avec notamment une licence STAPS, elle est, dans un premier temps, attirée par les arts de la scène. Elle travaille quelques années, entre autres dans les mises en scène de Stéphane Druet, Daniel Mesguish, auprès du compositeur Nicolas Frize et au sein de différentes compagnies de théâtre et de danse.  
Dans les années 2000, elle se tourne vers l’écriture et les arts visuels. La performance (art), les installations vidéos et corporelles deviennent ses principaux médiums. Sa double culture et les mouvements migratoires familiaux impactent son travail de la première période (2001-2012). Alors préoccupée par l’obstacle à la libre circulation, les frontières et les murs, ses performances, vidéos et installations sont politiques,,.   
Son combat concerne également sa pratique du modelât, ou l’art de la pose, qu’elle revendique comme un réel engagement dans l’art actuel. À partir de 2009, afin de faire évoluer l'activité vers sa valorisation, elle organise les Forums du Cerma et propose de fonder une coordination de modèles. L'association, organisée sous forme collégiale, sera très active pendant quelques années. Après une formation en esthétique, Maria Clark entreprend un travail de recherche à l'université de Paris I Panthéon-Sorbonne sur la question du modèle vivant "contemporain", déjà évoqué dans un court article, à l'occasion de l'exposition Elles@centrepompidou en 2009.   
En 2012, à la suite d'un ennui de santé dont elle fait mention lors d'une conférence à l'École normale supérieure (Paris), elle change de cap. La maladie chronique, l'étude de la philosophie et de l'univers taôiste viendront nourrir sa problématique principale autour du corps et de son lien sensible aux environnements, intérieur et extérieur. Elle développe alors sa pratique du dessin et de la photographie.    
Son univers est celui du corps insulaire ("corps-monde") et de la vibration épidermique ("peau nue"), deux concepts qu'elle décline constamment dans ses différents travaux.   
Elle expose et performe en France et à l’étranger. Elle reçoit le prix de la Fondation Premio Galiléo à Florence en 2013 pour l'ensemble de son travail.
Elle est également auteur et réalisatrice.

## Publications
- Arts Hebdo Médias[9], juin 2022
- T21LaRevue, n°124[10], nov. 2021
- Arts Hebdo Médias[11], avril 2021
- TK-21LaRevue, n°84-85[12], août 2018
- Causette #57[13], juin 2014
- éCRItique 19[14], nov. 2014
- À bras-le corps, essai, La plâtrière éditions, 2012
- The Unbearable's big book of sex[15], 2011
- La Danseuse de cire, récit, La plâtrière éditions, 2003
- l’Aleph, ”Le corps-souffle"[16], 1999

## Autre documentation
- lelittéraire.com[17], 2022
- Corridor Elephant[18], 2022
- Libération[19], 2021
- The Heroine's Journey[20], 2018
- The Peacock Magazine[21], 2014
- "missclark&missclark" sur France Culture[22], 2011
- Contre les murs, Frédéric Niel, Bayard Culture éditions, p.93-95, 2011
- Télé-Québec, Les Francs Tireurs[23], 2010
- Arte, Cut Up, "Variations sur le corps", 20.4.2010
- "Quatre modèles sur la sellette", France Culture[24], 2009